# Puits-la-Vallée
Puits-la-Vallée är en kommun i departementet Oise i regionen Hauts-de-France i norra Frankrike. Kommunen ligger i kantonen Froissy som tillhör arrondissementet Clermont. År 2022 hade Puits-la-Vallée 205 invånare.

## Befolkningsutveckling
Antalet invånare i kommunen Puits-la-Vallée
| Referens: INSEE |